# Краснослободцев Вадим Анатолійович
Вадим Анатолійович Краснослободцев (рос. Вадим Анатольевич Краснослободцев; 16 серпня 1983, м. Усть-Каменогорськ, СРСР) — казахський хокеїст, лівий нападник. Виступає за «Барис» (Астана) у Континентальній хокейній лізі. 
Виступав за «Мостовик» (Курган), «Мечел» (Челябінськ), «Амур» (Хабаровськ), «Мотор» (Барнаул), «Нафтохімік» (Нижньокамськ), «Казахмис» (Сатпаєв), «Барис» (Астана). 
У складі національної збірної Казахстану учасник чемпіонатів світу 2006, 2009 (дивізіон I), 2010 і 2011 (дивізіон I). У складі юінорської збірної Казахстану учасник чемпіонату світу 2001 (дивізіон I).